# Edessa, Grecia

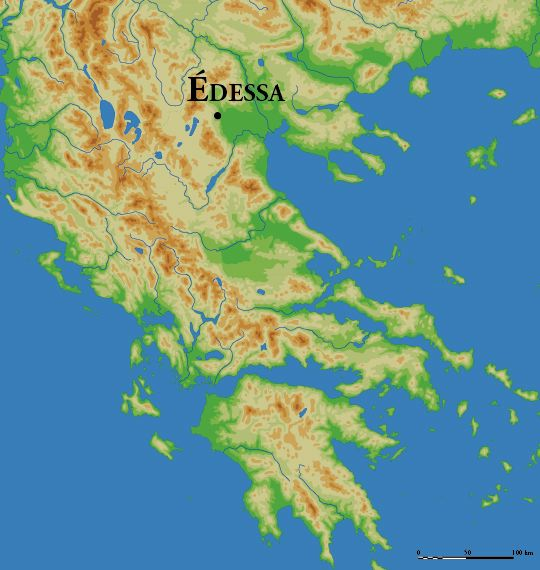
Edessa (Greacă Macedonia) în Grecia

Edessa (greacă Έδεσσα, bulgară Воден/Voden, în aromână Vudena) este un oraș în Grecia.